# Dentelin de Mons
Pour les articles homonymes, voir Dentelin.
Saint Dentelin de Mons, né Dentelin de Famars, est le plus jeune des quatre enfants de saint Vincent de Soignies et de sainte Waudru. Il est liturgiquement commémoré le 16 mars (date traditionnelle de sa mort) et le 14 juillet (date traditionnelle de la mort de saint Vincent).

## Éléments historiques
Dentelin nait et meurt à Mons à des dates inconnues du VIIe siècle. L'âge au décès est également incertain. L'expression in ipsis cunabulis est interprétée différemment par les historiens. Selon certains, il meurt dans son berceau et selon d'autres à l'âge de sept ans.
L'emplacement de sa dépouille mortelle est également incertaine. Mort à Mons, son corps aurait été transféré à la collégiale Saint-Vincent de Soignies au côté du corps de son père. Selon les bollandistes, ses reliques furent transportées à Rees.
Même son existence peut être mise en doute...!  Une étude philologique révèle que Dentelin était un diminutif familier de Landry. L'interprétation que saint Vincent n'aurait eu qu'un seul fils, à savoir saint Landry, et que celui-ci aurait été appelé Dentelin durant son enfance ne peut être rejetée.

## Iconographie
Saint Dentelin est traditionnellement représenté, sous les traits d'un garçonnet avec une colombe sur la face postérieure du poignet droit, à la gauche de son père saint Vincent de soignies tandis que son frère saint Landry, en habit d'évêque, se tient à la droite de ce dernier.
Ce groupe peut être vu sous forme statuaire au musée du chapitre de la collégiale Saint-Vincent de Soignies ainsi que dans les églises Saint-Vincent d'Evere et Saint-Vincent d'Haulchin. Malheureusement, dans ces deux derniers cas, la colombe a disparu.